# Minié-Geschoss

Minié-Geschoss mit Culot, vor und nach dem Abschuss

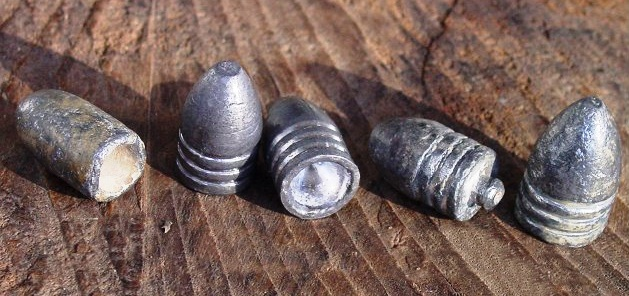
Amerikanische Minié-Geschosse, Bodenfund aus dem Amerikanischen Bürgerkrieg

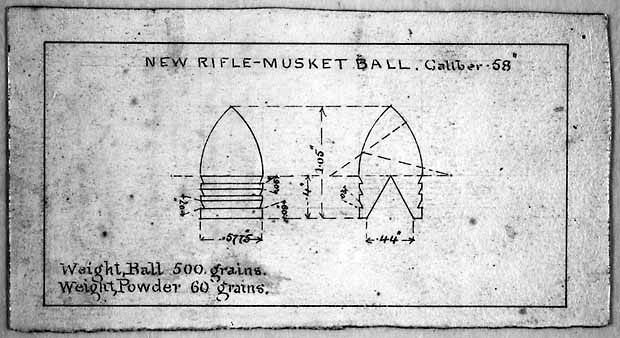
Minié-Geschoss nach den Ergebnissen der von James H. Burton durchgeführten Experimente

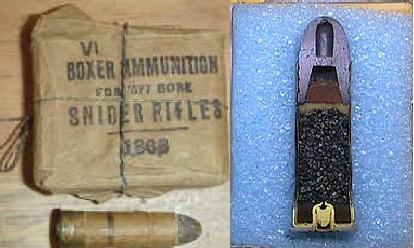
Minié-Geschoss als Hohlspitzgeschoss-Variante im Schnittmodell der Patrone .577 Snider

Das Minié-Geschoss ist ein Bleigeschosstyp, welches vom französischen Offizier Claude Etienne Minié 1846 für Vorderlader entwickelt und 1849 bei der französischen Armee eingeführt wurde.

## Technisches Prinzip
Dieses Geschoss zeichnet sich durch seinen Hohlboden und seine Unterkalibrierung aus. Die Unterkalibrierung erleichtert das Laden des Geschosses, auch bei starker Verschmauchung. Der Hohlboden weitet sich beim Schuss durch den dabei entstehenden Gasdruck auf das Zugmaß des Laufes, stabilisiert dadurch das Geschoss im Drall und dichtet nach hinten ab, so dass der Überdruck nicht entweichen kann. Die Rillen im Geschoss wurden mit Fett gefüllt. Der Hohlboden wurde mit einem kleinen Eisenhütchen (Culot) verschlossen, das beim Abfeuern in den Geschossboden getrieben wurde und das Geschoss so kontrolliert erweiterte.
In verschiedenen Staaten wurde diese Geschossform mit Modifikationen eingeführt. Oft wurden Gewehre mit glattem Lauf durch das Einschneiden von Zügen auf die neue Munition umgerüstet.
1855 veränderte James H. Burton, ein Arbeiter der Harpers Ferry Armory, das Geschoss dahingehend, dass es billiger und ohne das Culot verwendet werden konnte. Das gleiche Prinzip kam auch bei Geschützen zur Anwendung.
Die Geschossform wird heute noch beim Vorderladerschießen verwendet.

## Wirkung auf die Kriegsführung
Vor der Einführung des Minié-Geschosses waren Heere ganz oder weitgehend mit Vorderladergewehren ohne gezogene Läufe ausgerüstet. Die Rundkugeln hatten ein kleineres Kaliber als der Lauf und konnten so in diesen zügig mit dem Ladestock hineingerammt werden. Beim Schuss strömte ein Teil der Explosionsgase an der Kugel vorbei, und so verließ sie den Lauf unstabilisiert in Richtung Ziel und nur ein Teil der Explosionsenergie wirkte auf das Geschoss. Um mit solchen Gewehren eine Wirkung auf einen Feind zu erzielen, musste ihr Feuer massiert und in hoher Schussfolge auf ihn gerichtet sein. Die Lineartaktik des 18. und frühen 19. Jahrhunderts resultierte unmittelbar aus der Wirkungsweise dieser ungenauen Vorderlader: Um eine maximale Wirkung zu erzielen, mussten die Schützen in enger Aufstellung mit hoher Geschwindigkeit feuern.
Es gab auch bereits vor dem Minié-Geschoss Vorderlader mit gezogenen Läufen. Deren Rundkugeln hatten das gleiche Kaliber wie der Lauf, so dass sie durch dessen spiralförmige Züge beim Abfeuern in eine stabilisierende Eigenrotation versetzt wurden und so deutlich genauer schossen. Da auch kaum Explosionsgase neben der Kugel entwichen, waren Mündungsgeschwindigkeit, Reichweite und Durchschlagskraft deutlich höher als bei Gewehren ohne Züge. Demgegenüber stand aber ein langwieriger Ladevorgang: Die Kugel musste mit dem Ladestock in den engen Lauf hineingetrieben werden. Um dies zu erleichtern, wurde die Kugel oft zuvor in ein gefettetes Pflaster gewickelt. Diese Nachteile machten gezogene Läufe für den Großteil der Truppe ungeeignet, so dass nur Jäger, Karabiniers und andere Sonderformationen damit ausgestattet waren.
Das Minié-Geschoss änderte das Bild des Krieges dramatisch: Plötzlich waren Kampftruppen fast vollständig mit weitreichenden und präzisen Langwaffen ausgestattet. Die effektive Kampfreichweite stieg um den Faktor zwei bis drei. Trotzdem wurde anfangs noch eine Mischung aus Linear- und Kolonnentaktik angewandt. Aufmarsch in geschlossener Formation und Aufnahme des Feuergefechts aus geringer Entfernung hatten verheerende Auswirkungen auf die Verlustzahlen. In Europa zeigte sich dies im Krimkrieg (1853 bis 1856) und in der Schlacht von Solferino (1859), die den Anstoß zur Gründung des Roten Kreuzes geben sollte – im Internationalen Museum des Roten Kreuzes (Museo Internazionale della Croce Rossa) in Castiglione delle Stiviere, nahe Solferino, sind unter anderem einige Minié-Geschosse zu sehen. Die Rückständigkeit der Militärtaktik gegenüber der fortgeschrittenen Waffentechnik machte den Sezessionskrieg zum verlustreichsten Krieg der US-Militärgeschichte. Als Reaktion auf die Minié-Geschosse und andere Neuerungen der Waffentechnik (z. B. Mehrlader, Mitrailleusen) vergrößerte sich die Kampfentfernung, die Bedeutung des Stellungskrieges wuchs und die heute gebräuchlichen aufgelösten Formen des infanteristischen Kampfes entwickelten sich. Zudem ging die Bedeutung von Kartätschen mit ihrer geringen Reichweite deutlich zurück, sie wurden durch Maschinengewehre ersetzt.